# Цзиюнь-Мяо-Буїський автономний повіт
25°45′22″ пн. ш. 106°04′51″ сх. д. / 25.75613° пн. ш. 106.0809° сх. д.
Цзиюнь-Мяо-Буїський автономний повіт (кит. 紫云苗族布依族自治县, пін. Zĭyún Miáozú Bùyīzú Zìzhìxiàn) — один із повітів КНР у складі префектури Аньшунь, провінція Гуйчжоу. Адміністративний центр — містечко Суншань.

## Географія
Цзиюнь-Мяо-Буїський автономний повіт лежить на висоті близько 1100 метрів над рівнем моря у центрі Юньнань-Гуйчжоуського плато.

### Клімат
Повіт знаходиться у зоні, котра характеризується вологим субтропічним кліматом. Найтепліший місяць — липень із середньою температурою 22,8 °C. Найхолодніший місяць — січень, із середньою температурою 6 °С.
| Клімат повіту Цзиюнь-Мяо-Буї | Клімат повіту Цзиюнь-Мяо-Буї | Клімат повіту Цзиюнь-Мяо-Буї | Клімат повіту Цзиюнь-Мяо-Буї | Клімат повіту Цзиюнь-Мяо-Буї | Клімат повіту Цзиюнь-Мяо-Буї | Клімат повіту Цзиюнь-Мяо-Буї | Клімат повіту Цзиюнь-Мяо-Буї | Клімат повіту Цзиюнь-Мяо-Буї | Клімат повіту Цзиюнь-Мяо-Буї | Клімат повіту Цзиюнь-Мяо-Буї | Клімат повіту Цзиюнь-Мяо-Буї | Клімат повіту Цзиюнь-Мяо-Буї | Клімат повіту Цзиюнь-Мяо-Буї |
| Показник                     | Січ.                         | Лют.                         | Бер.                         | Квіт.                        | Трав.                        | Черв.                        | Лип.                         | Серп.                        | Вер.                         | Жовт.                        | Лист.                        | Груд.                        | Рік                          |
| Середній максимум, °C        | 9,7                          | 12,4                         | 17                           | 21,7                         | 24,3                         | 25,7                         | 26,9                         | 27,2                         | 24,9                         | 20,3                         | 16,5                         | 11,9                         | 19,9                         |
| Середня температура, °C      | 6                            | 8,1                          | 12                           | 16,6                         | 19,6                         | 21,6                         | 22,8                         | 22,5                         | 20,2                         | 16,3                         | 12,2                         | 7,8                          | 15,5                         |
| Середній мінімум, °C         | 3,5                          | 5,3                          | 8,7                          | 13                           | 16,1                         | 18,7                         | 19,9                         | 19,3                         | 16,9                         | 13,7                         | 9,3                          | 4,9                          | 12,4                         |
| Норма опадів, мм             | 58.7                         | 82.5                         | 99.4                         | 151.5                        | 392.3                        | 549.6                        | 418.7                        | 345.8                        | 220.5                        | 203.4                        | 114.2                        | 47.7                         | 2684.3                       |
| Вологість повітря, %         | 81                           | 79                           | 76                           | 75                           | 77                           | 83                           | 84                           | 83                           | 80                           | 81                           | 80                           | 79                           | 79.8                         |
| ---------------------------- | ---------------------------- | ---------------------------- | ---------------------------- | ---------------------------- | ---------------------------- | ---------------------------- | ---------------------------- | ---------------------------- | ---------------------------- | ---------------------------- | ---------------------------- | ---------------------------- | ---------------------------- |
| Джерело: data.cma.cn         |                              |                              |                              |                              |                              |                              |                              |                              |                              |                              |                              |                              |                              |